# Муратов, Фёдор Спиридонович
Фёдор Спиридонович Муратов (29 апреля 1921, село Витязево — 1 сентября 1992, Ахтырка, Сумская область, Украина) — председатель колхоза имени Петровского Ахтырского района Сумской области, Украинская ССР. Герой Социалистического Труда (1965). Депутат Верховного Совета УССР 8 — 11 созывов.

## Биография
Родился 29 апреля 1921 года в крестьянской семье в селе Витязево (сегодня — часть города Анапа Краснодарского края). В 1939 году окончил педагогическое училище, после чего заведовал начальной школой в Анапском районе Краснодарского края. В 1941 году призван в Красную Армию. Участвовал в Великой Отечественной войне. В 1943 году вступил в ВКП(б).
С 1945 по 1947 год — учитель средней школы, инструктор Ахтырского районного комитета ВКП(б).
С 1947 по 1949 год — председатель колхоза имени «Комсомолец» Сумской области.
С 1949 по 1954 год — директор Правдинского детского дома Сумской области.
С 1954 до 90-х годов — председатель колхоза имени Петровского Ахтырского района Сумской области. При руководстве Фёдора Муратова колхоз имени Петровского вышел в передовые сельскохозяйственные предприятия Украинской ССР. Колхоз был награждён Орденом Трудового Красного Знамени.
В 1965 году удостоен звания Героя Социалистического Труда за выдающиеся трудовые достижения.
Окончил заочное отделение Высшей партийной школы при ЦК КПСС.
Избирался делегатом XXIII съезда КПСС, XXIV съезда КПУ, депутатом Верховного Совета УССР 8 — 11 созывов от Ахтырского избирательного округа.
После выхода на пенсию проживал в Ахтырке, где скончался после 1991 года.

## Награды
- Герой Социалистического Труда — указом Президиума Верховного Совета СССР от 31 декабря 1965 года.
- орден Ленина — дважды
- Орден Октябрьской Революции
- Орден Отечественной войны 2 степени